# Aneilema umbrosum
Aneilema umbrosum là một loài thực vật có hoa trong họ Commelinaceae. Loài này được (Vahl) Kunth mô tả khoa học đầu tiên năm 1843.